# Garz
Garz è un comune del Meclemburgo-Pomerania Anteriore, in Germania.

Appartiene al circondario della Pomerania Anteriore-Greifswald ed è parte della comunità amministrativa (Amt) Usedom-Süd.

## Infrastrutture e trasporti
La città è sede dell'Aeroporto di Heringsdorf.